# Droga I/67 (Czechy)
Droga krajowa 67 (cz. Silnice I/67) – droga krajowa na wschodzie Czech biegnąca równolegle do czesko-polskiej granicy. Trasa biegnie od Czeskiego Cieszyna przez miasto Karwina do Bogumina, gdzie na moście w Chałupkach krzyżuje się z prowadzącą w kierunku Polski drogą krajową nr 58.